# Richter (Frankreich)
Richter (frz. magistrat du siège) sind in der französischen Gerichtsorganisation Staatsbeamte (fonctionnaires; vgl. ordonnance vom 22. Dezember 1958 und loi organique vom 20. Februar 1967). Gegenüber den übrigen Beamten unterscheiden sie sich vor allem durch ihre Unabsetzbarkeit (inamovibilité). Das in Frankreich geschichtlich bedingte Misstrauen gegenüber jede Form übermäßiger richterlicher Macht hat die Ausbildung eines verselbständigten Richterstandes verhindert. Die Nähe zur Exekutive zeigt sich bei den Verwaltungsrichtern in noch größerem Ausmaß: Diesen ist nicht einmal Unabsetzbarkeit garantiert.

## Ausbildung
Der Berufswunsch Richter geht in Frankreich üblicherweise über ein Universitätsstudium, das mit der Maîtrise abgeschlossen wird. Ein Assessorexamen oder Rechtsreferendariat ist in Frankreich unbekannt. Die Ausbildung zum Richter verläuft an der École nationale de la magistrature (ENM). Voraussetzung zur Zulassung hierfür ist das erfolgreiche Absolvieren des concours.